# Déli-Mészkőalpok
A Déli Mészkő-Alpok a Keleti-Alpoknak a Középső-Keleti-Alpoktól délre eső vonulata. Az utóbbi, magasabb hegyekből álló lánctól eltérő geológiai szerkezete különbözteti meg. Nyugaton a lombardiai Sobretta-Gavia Alpoktól keleten a szlovéniai Pohorje hegyláncig terjed.

## Hegyláncai keletről nyugatra
1. Pohorje (németül Bachergebirge)
2. Kamniki-Alpok vagy Savinja Alpok
3. Karavankák
4. Júliai-Alpok
5. Gailtali-Alpok
6. Karniai-Alpok
7. Déli Karniai-Alpok
8. Dolomitok
9. Fiemmei-Alpok
10. Vizentine-Alpok
11. Nonsberg-Alpok
12. Brenta csoport
13. A Garda-tó hegyei
14. Ortler-Alpok
15. Adamello-Presanella csoport
16. Sobretta-Gavia Alpok